# Artiuhove, Kroleveț
Artiuhove (în ucraineană Артюхове) este un sat în comuna Reutînți din raionul Kroleveț, regiunea Sumî, Ucraina.

## Demografie
Componența lingvistică a localității Artiuhove
     Ucraineană (94,83%)
     Rusă (5,17%)
Conform recensământului din 2001, majoritatea populației localității Artiuhove era vorbitoare de ucraineană (94,83%), existând în minoritate și vorbitori de rusă (5,17%).